# Galánta
Galánta (szlovákul: Galanta, németül: Gallandau) város és járásközpont Délnyugat-Szlovákiában. A Mátyusföld központja, a Nagyszombati kerület Galántai járásának székhelye. Hódi, Javorinka és Nemesnebojsza tartozik hozzá.

## Fekvése és természeti viszonyai

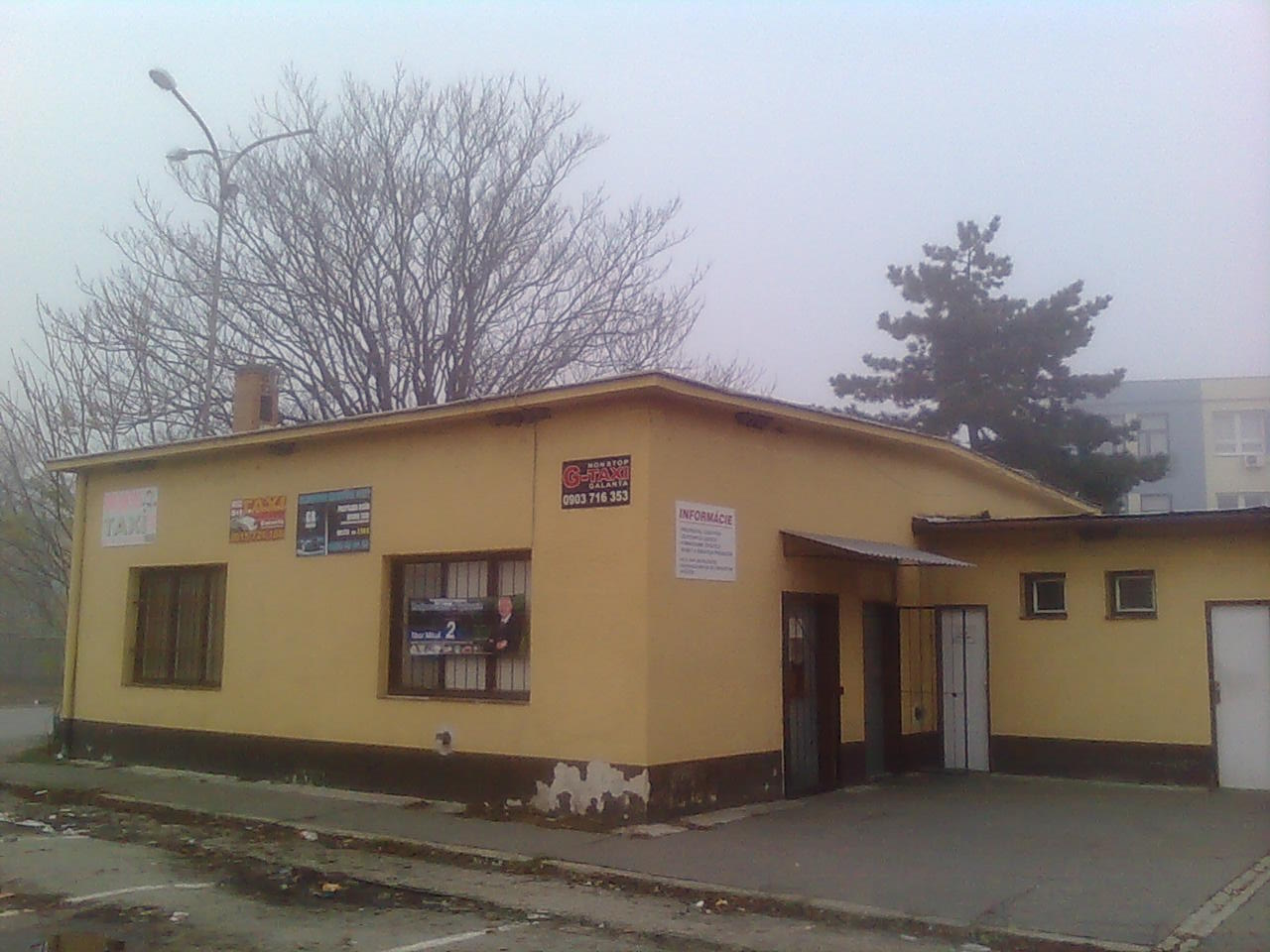
Fecskefészkek ...
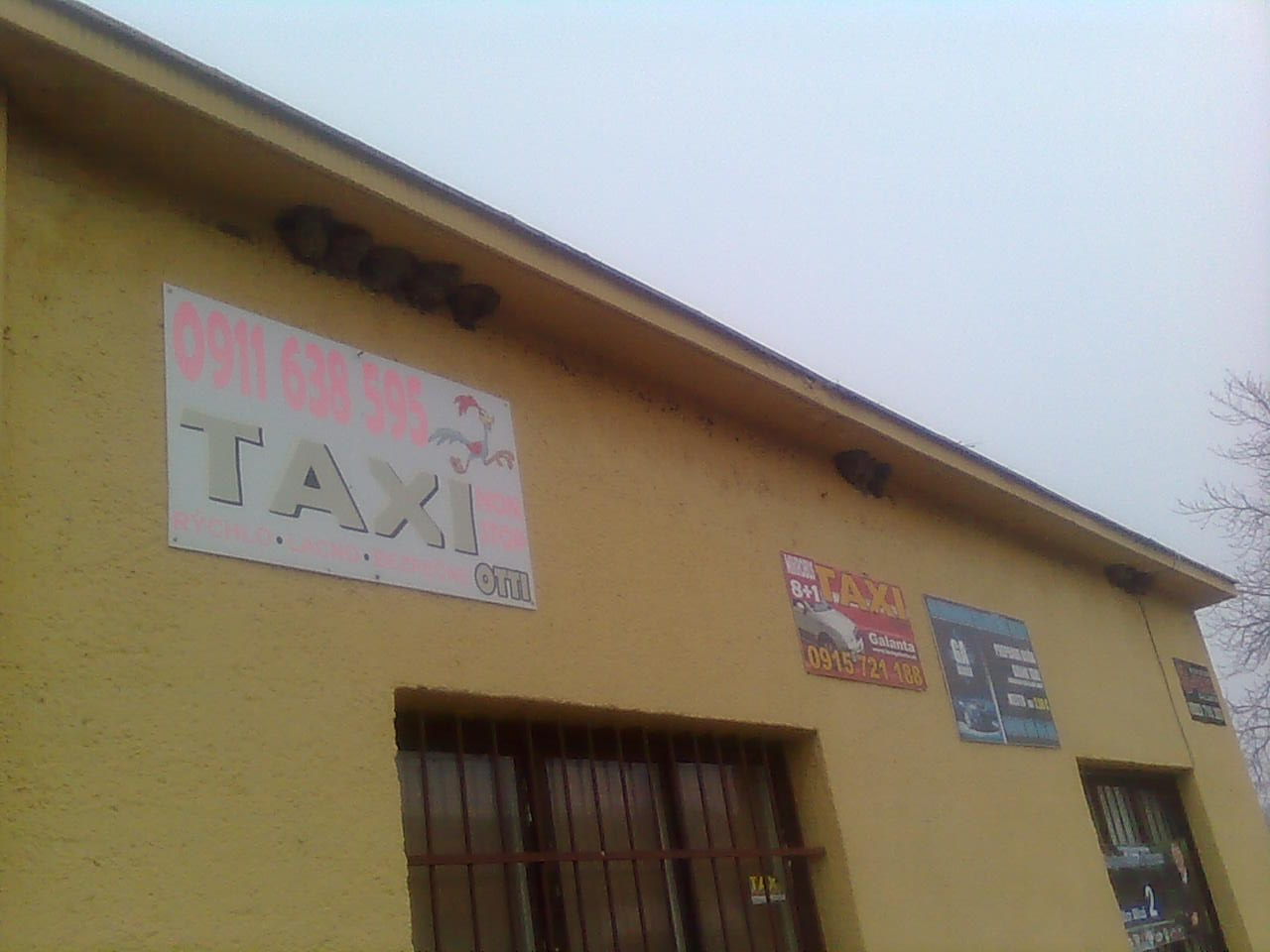
a buszállomáson

Nagyszombattól 26 km-re délkeletre, a Kisalföld szlovákiai részén, a Duna menti alföld északi peremén, 118 m-es tengerszint feletti magasságban helyezkedik el. Sík területét néhol hordalékdombok taglalják. Talaja termékeny feketeföld. Erdőtlenített területét kelet felől egykori erdeinek maradványai szegélyezik.

## Nevének eredete
Első írásos említése 1237-ből Galantha néven maradt fenn. A 13. század végétől már Galánta néven említik. Nevének eredete ismeretlen, egyes kutatók szerint a szláv „Golata” személynévből ered.

## Története
A város területén már az újkőkorszakban éltek emberek. A templomsori dűlőben honfoglalás kori temetőt találtak.
Az Árpád-kori alapítású magyar települést 1237-ben, majd 1270-ben IV. Béla király oklevelében említik először, a pannonhalmi apátság egykori birtokaként. Ősi templomának létezéséről egy 1390-ben kiadott oklevél tesz említést. Egy 1291. évi határleíró oklevél a Galántai Újfiak birtokának mondja. 1297-ben két Galántát említenek az oklevelek, melyek közül az egyik Ó-Galánta, amely Galántának volt része. 1303-ban Lég fia Ivánka comes és fia Miklós, valamint berencsi Vörös Ábrahám között hitbér és leánynegyed egyezség tárgya volt. 1340-ben birtokosa Galántai Wosk volt. 1525-ben galántai Bessenyey Ilona után fia, Esterházy Ferenc örökölte, aki 1579-ben pozsonyi alispán volt.
A reformáció idején az Esterházy család áttért a protestáns vallásra, s a Papdombon álló, 1563-ban újjáépített templomot a reformátusok foglalhatták el. Az ellenreformáció időszakában azonban az Eszterházyak ismét katolikusok lettek, s ekkor a templomot is visszajuttatták a katolikusoknak, amely azonban földrengés következtében a 18. század végén összedőlt.
Első iskoláját nemesi alapítványként 1519-ben létesítették. 1570-ben a településnek már vásártartási joga volt. Fejlődése nagyrészt az Esterházy családnak köszönhető. Két kastélyuk közül a régebbit 1647–48-ban fallal és vizesárokkal erősítették meg, majd a 18. század második felében barokkizálták, az 1890-es években reneszánsz stílusban átalakították. 1992-ben restaurálták, ma közművelődési célokat szolgál. Másik kastélya a 16. században épült, amelyet 1860-ban átalakítottak.
Galánta a 17. században mezőváros lett, ekkor már kórház is működött a településen. 1635-ben II. Ferdinánd királytól további kiváltságokat kapott. A kuruc csapatok 1703 decemberében a Dudvágig előrenyomultak, s a galántai várkastélyt is elfoglalták, amelyet aztán a császári csapatok csak 1707-ben tudtak visszaszerezni. A 18. század]ban a kézműipara fejlődött dinamikusan, ekkor alakultak meg céhei is. Elsőként csizmadiacéhét alapították meg 1725-ben, amelyet a szabók és a cipészek céhének megalapítása követte. Lakosságának többsége a 19. század kezdetén mezőgazdasággal foglalkozott.
1850-ben a vasút is elérte a várost, bankok, bíróság és más közhivatalok létesültek. Közvilágítását a 19. század végén építették ki, főutcájának szabályozása is ekkor kezdődött. 1890 és 1944 között Talmud-iskola, vagyis rabbiképző is működött a városban, amelynek közel kétszáz hallgatója volt.
Trianonig Pozsony vármegye Galántai járásának székhelye volt, 1938 és 1944 között újra magyar felségterület volt, Nyitra és Pozsony k.e.e. vármegye részeként.
Magyar lakosságának felét 1945 után kitelepítették.
Jelenleg a város egyetlen magyar iskolájába járó gyerekek száma 15% körül van, ami messze nem tükrözi az etnikai viszonyokat.

## Népessége[5]
| Év:            | 1994.  | 2004.   | 2014.   | 2024.   |
| -------------- | ------ | ------- | ------- | ------- |
| Emberek száma: | 16 823 | 16 000  | 14 977  | 15 358  |
| Eltérés:       |        | -4,89 % | -6,39 % | +2,54 % |

| Év:            | 2023.  | 2024.   |
| -------------- | ------ | ------- |
| Emberek száma: | 15 339 | 15 358  |
| Eltérés:       |        | +0,12 % |

1880-ban 2176 lakosából 300 szlovák és 1509 magyar anyanyelvű, Hódinak 259 szlovák és 28 magyar anyanyelvű, Nemesnebojszának 267 szlovák és 65 magyar anyanyelvű lakosa volt.
1890-ben 2465 lakosából 345 szlovák és 1871 magyar anyanyelvű, Hódinak 253 szlovák és 74 magyar anyanyelvű, Nemesnebojszának 347 szlovák és 70 magyar anyanyelvű lakosa volt.
1900-ban 2982 lakosából 317 szlovák és 2468 magyar anyanyelvű, Hódinak 148 szlovák és 243 magyar anyanyelvű, Nemesnebojszának 323 szlovák és 99 magyar anyanyelvű lakosa volt.
1910-ben 3274 lakosából 2933 magyar, 202 szlovák és 115 német anyanyelvű, Hódinak 432 lakosából 245 szlovák és 187 magyar anyanyelvű, Nemesnebojszának 437 lakosából 161 szlovák és 263 magyar anyanyelvű lakosa volt.
1921-ben 3666 lakosából 472 csehszlovák és 2958 magyar, Hódinak 331 csehszlovák és 121 magyar, Nemesnebojszának 286 csehszlovák és 154 magyar lakosa volt.
1930-ban 4375 lakosából 1471 csehszlovák és 1679 magyar, Hódinak 457 csehszlovák és 56 magyar, Nemesnebojszának 356 csehszlovák és 36 magyar lakosa volt.
1941-ben 5089 lakosából 145 szlovák és 4842 magyar, Hódinak 357 szlovák és 242 magyar, Nemesnebojszának 226 szlovák és 106 magyar lakosa volt.
1970-ben 8954 lakosából 2435 magyar és 6425 szlovák volt.
1980-ban 15 477 lakosából 6200 magyar és 9128 szlovák volt.
1991-ben 16 978 lakosából 9810 szlovák és 6890 magyar volt.
2001-ben 16 365 lakosából 9877 szlovák (60,4%), 6022 magyar (36,8%), 175 cigány és 114 cseh volt.
2011-ben 15 138 lakosából 8833 szlovák, 4623 magyar, 73 cseh, 32 cigány, 9 német, 8-8 ukrán és bolgár, 6 zsidó, 5-5 lengyel és horvát, 4 szerb, 3-3 ruszin, orosz és morva, 26 más és 1497 ismeretlen nemzetiségű volt. 15 138 lakosából 8573 szlovák, 4822 magyar, 72 cseh, 36 cigány, illetve 1561 ismeretlen anyanyelvű volt.
2021-ben 15 052 lakosából 9494 szlovák, 4172 magyar, 25 cigány, 3 ruszin, 230 egyéb és 1128 ismeretlen nemzetiségű volt.

## Kultúra, oktatás

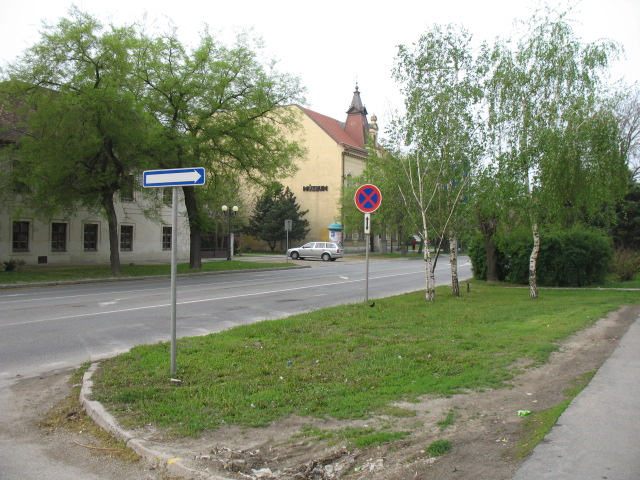
A múzeum
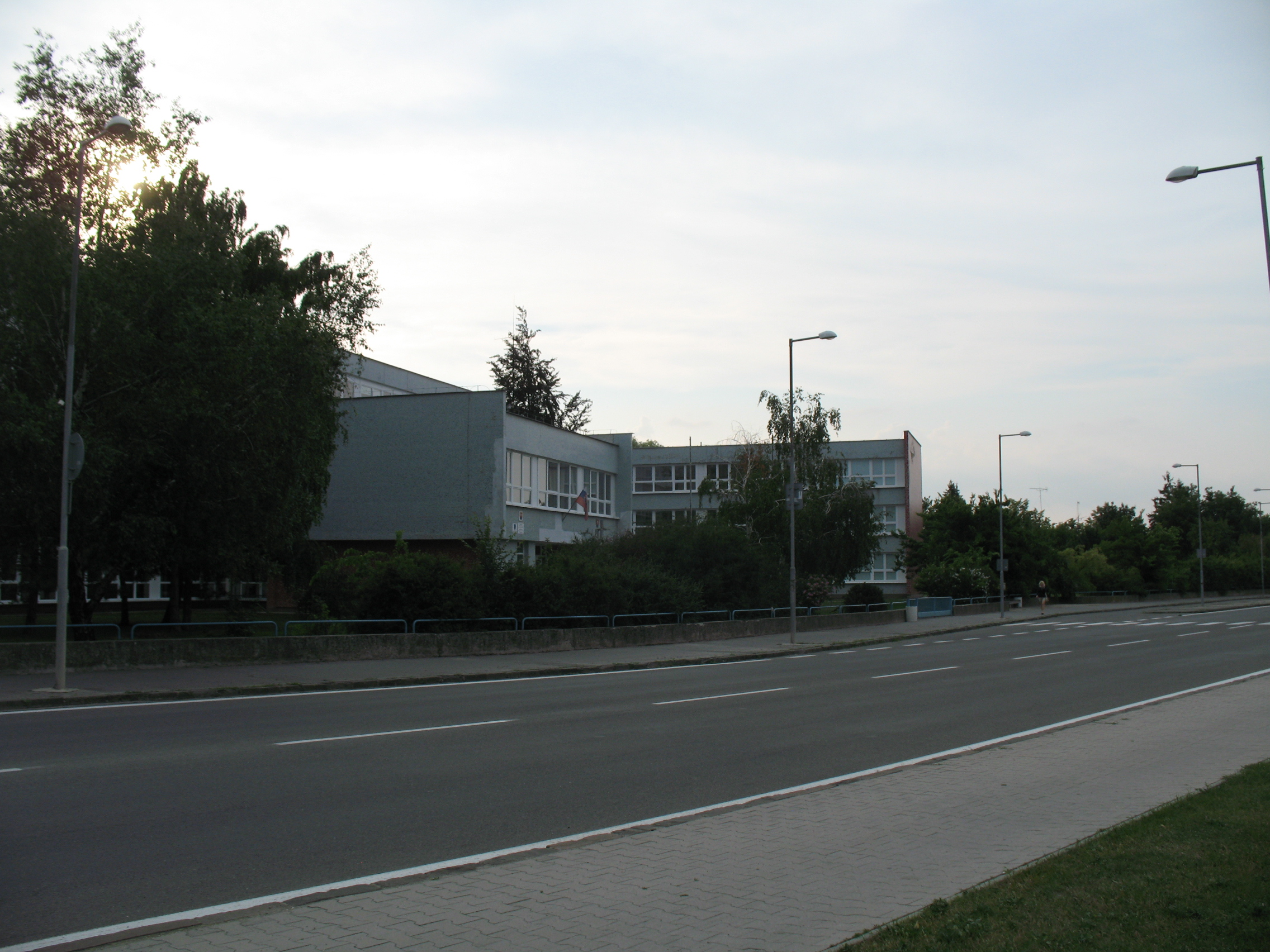
Kodály Zoltán Gimnázium

- Kodály Zoltán Daloskör
- A Galántai Fotóklubot 1975-ben alapították.

### Regionális lapok
Nyomdáját Neufeld Sámuel az 1890-es évek kezdetén alapította. A város és környékének első regionális hetilapja, a Galántha és Vidéke 1892 és 1914 között jelent meg. Mátyusföldi Lapok címmel megjelenő regionális közéleti lapját 1919 és 1921 között adták ki. Az 1992-ben alapított városi lapja Galántai Újság címmel jelenik meg.

### Általános iskolák
- SNP lakótelepi Szlovák Tanítási Nyelvű Alapiskola[7]
- Štefánik utcai Szlovák Tanítási Nyelvű Alapiskola
- G. Dusík Szlovák Tanítási Nyelvű Alapiskola
- Kodály Zoltán Magyar Tanítási Nyelvű Alapiskola

| A Kodály Zoltán Magyar Tanítási Nyelvű Alapiskola első évfolyamos beiratkozási adatai | A Kodály Zoltán Magyar Tanítási Nyelvű Alapiskola első évfolyamos beiratkozási adatai | A Kodály Zoltán Magyar Tanítási Nyelvű Alapiskola első évfolyamos beiratkozási adatai | A Kodály Zoltán Magyar Tanítási Nyelvű Alapiskola első évfolyamos beiratkozási adatai | A Kodály Zoltán Magyar Tanítási Nyelvű Alapiskola első évfolyamos beiratkozási adatai | A Kodály Zoltán Magyar Tanítási Nyelvű Alapiskola első évfolyamos beiratkozási adatai | A Kodály Zoltán Magyar Tanítási Nyelvű Alapiskola első évfolyamos beiratkozási adatai | A Kodály Zoltán Magyar Tanítási Nyelvű Alapiskola első évfolyamos beiratkozási adatai | A Kodály Zoltán Magyar Tanítási Nyelvű Alapiskola első évfolyamos beiratkozási adatai | A Kodály Zoltán Magyar Tanítási Nyelvű Alapiskola első évfolyamos beiratkozási adatai | A Kodály Zoltán Magyar Tanítási Nyelvű Alapiskola első évfolyamos beiratkozási adatai | A Kodály Zoltán Magyar Tanítási Nyelvű Alapiskola első évfolyamos beiratkozási adatai |
| ------------------------------------------------------------------------------------- | ------------------------------------------------------------------------------------- | ------------------------------------------------------------------------------------- | ------------------------------------------------------------------------------------- | ------------------------------------------------------------------------------------- | ------------------------------------------------------------------------------------- | ------------------------------------------------------------------------------------- | ------------------------------------------------------------------------------------- | ------------------------------------------------------------------------------------- | ------------------------------------------------------------------------------------- | ------------------------------------------------------------------------------------- | ------------------------------------------------------------------------------------- |
| 1995                                                                                  | 1996                                                                                  | 1997                                                                                  | 1998                                                                                  | 1999                                                                                  | 2000                                                                                  | 2001                                                                                  | 2002                                                                                  | 2003                                                                                  | 2004                                                                                  | 2005                                                                                  | 2006                                                                                  |
| 91                                                                                    | 64                                                                                    | 52                                                                                    | 45                                                                                    | 42                                                                                    | 34                                                                                    | 26                                                                                    | 34                                                                                    | 19                                                                                    | 26                                                                                    | 21                                                                                    | 19                                                                                    |

### Középiskolák
- Kodály Zoltán Gimnázium
- Kereskedelmi és Szolgáltatási Szakközépiskola, amelyet 1960. szeptember 1-jén alapítottak Galántai Tanonciskola néven. 1978-tól Galántai Középfokú Szaktanintézetnek hívták. Jelenlegi nevét 2009-ben vette fel.

## Nevezetességei

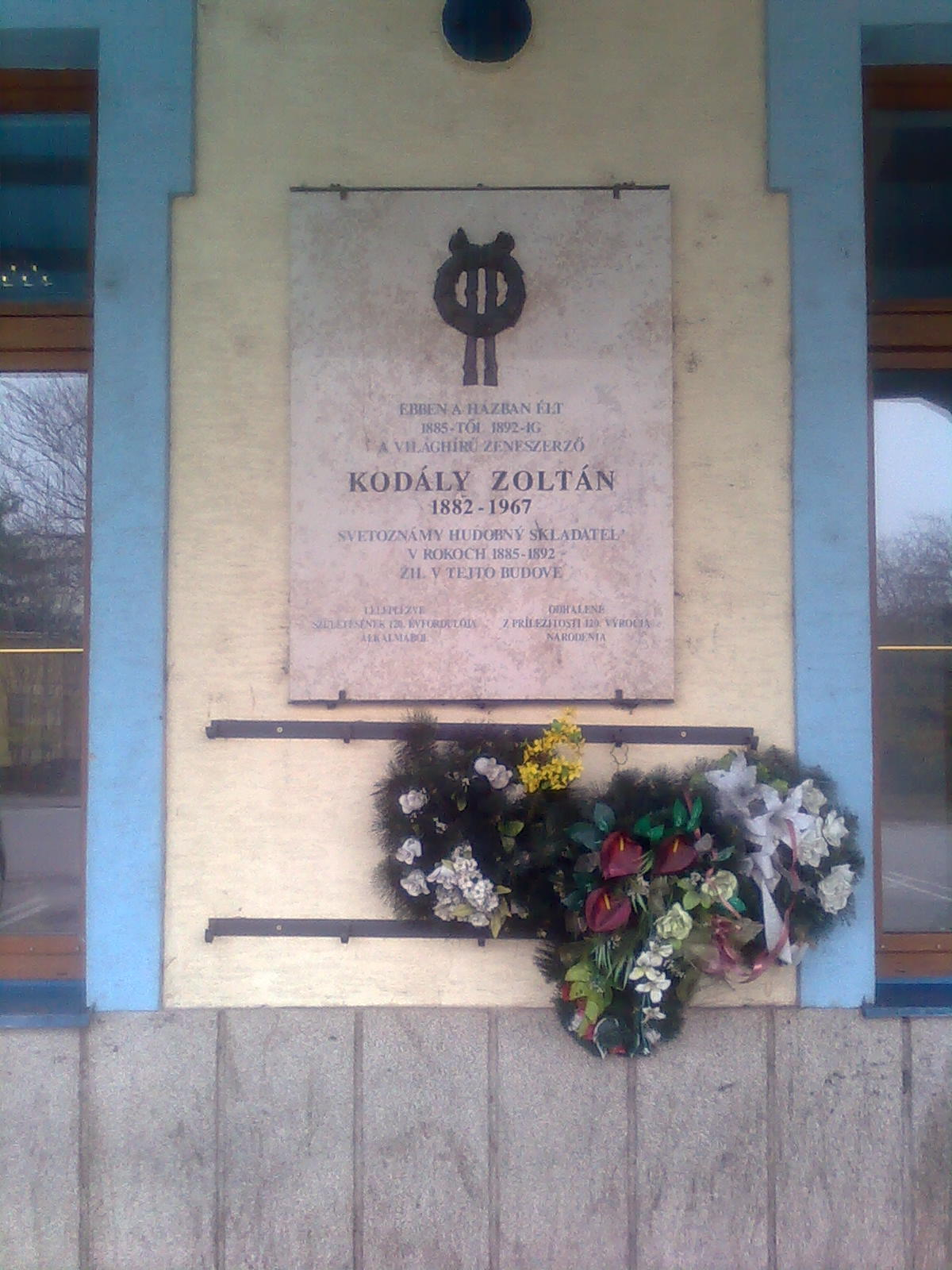
Kodály-emléktábla
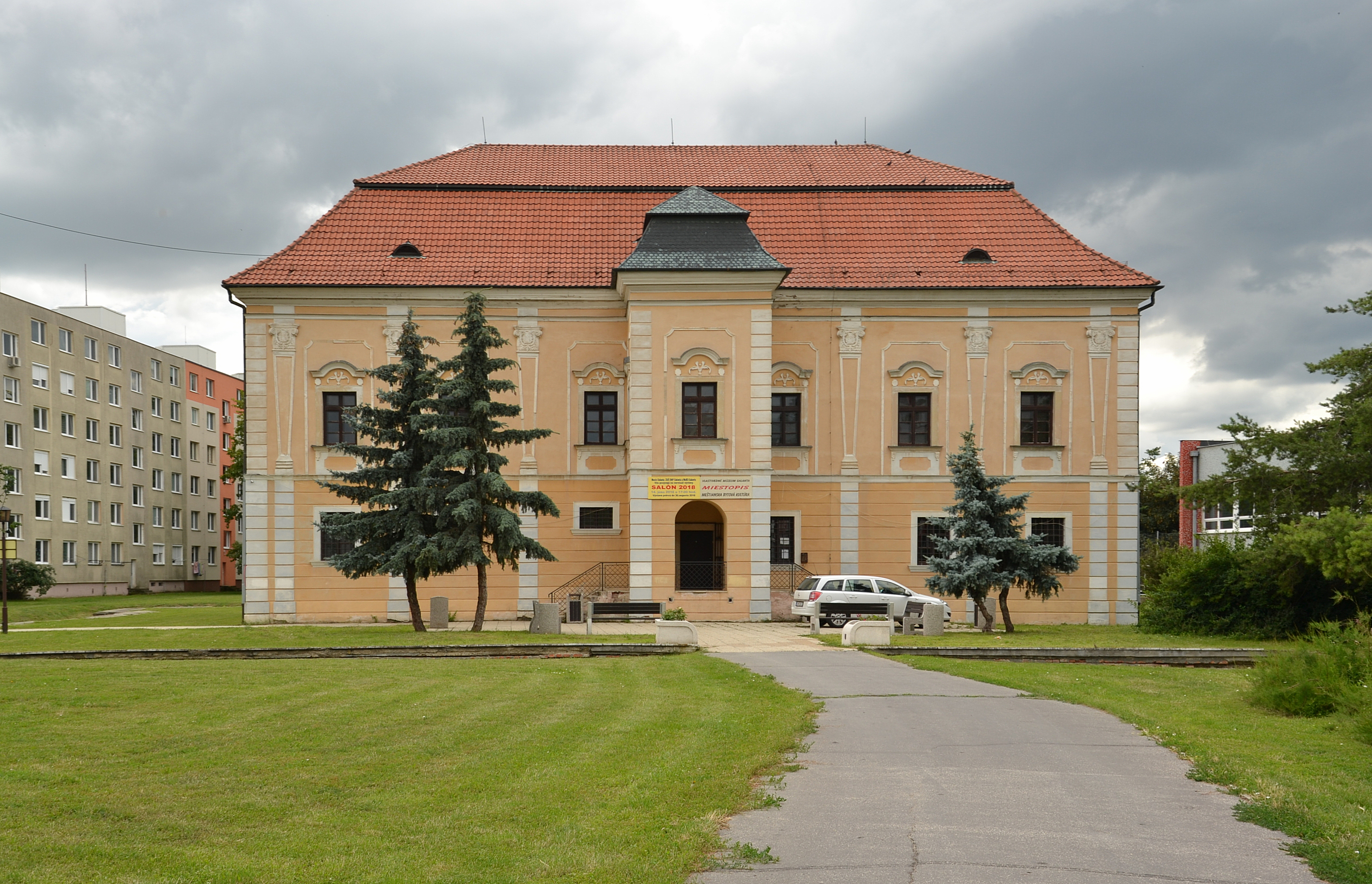
A felújított reneszánsz kastély
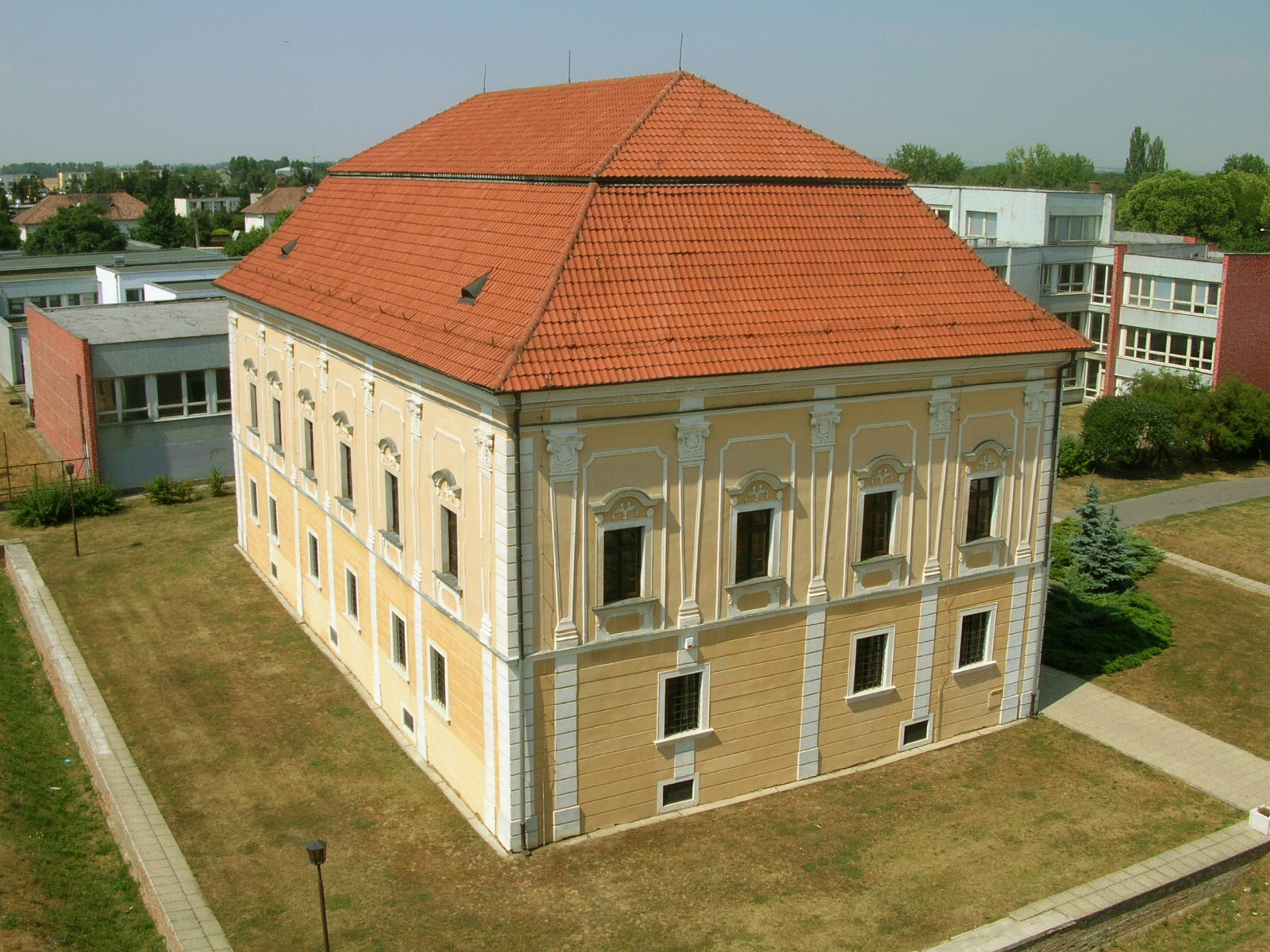
A reneszánsz kastély
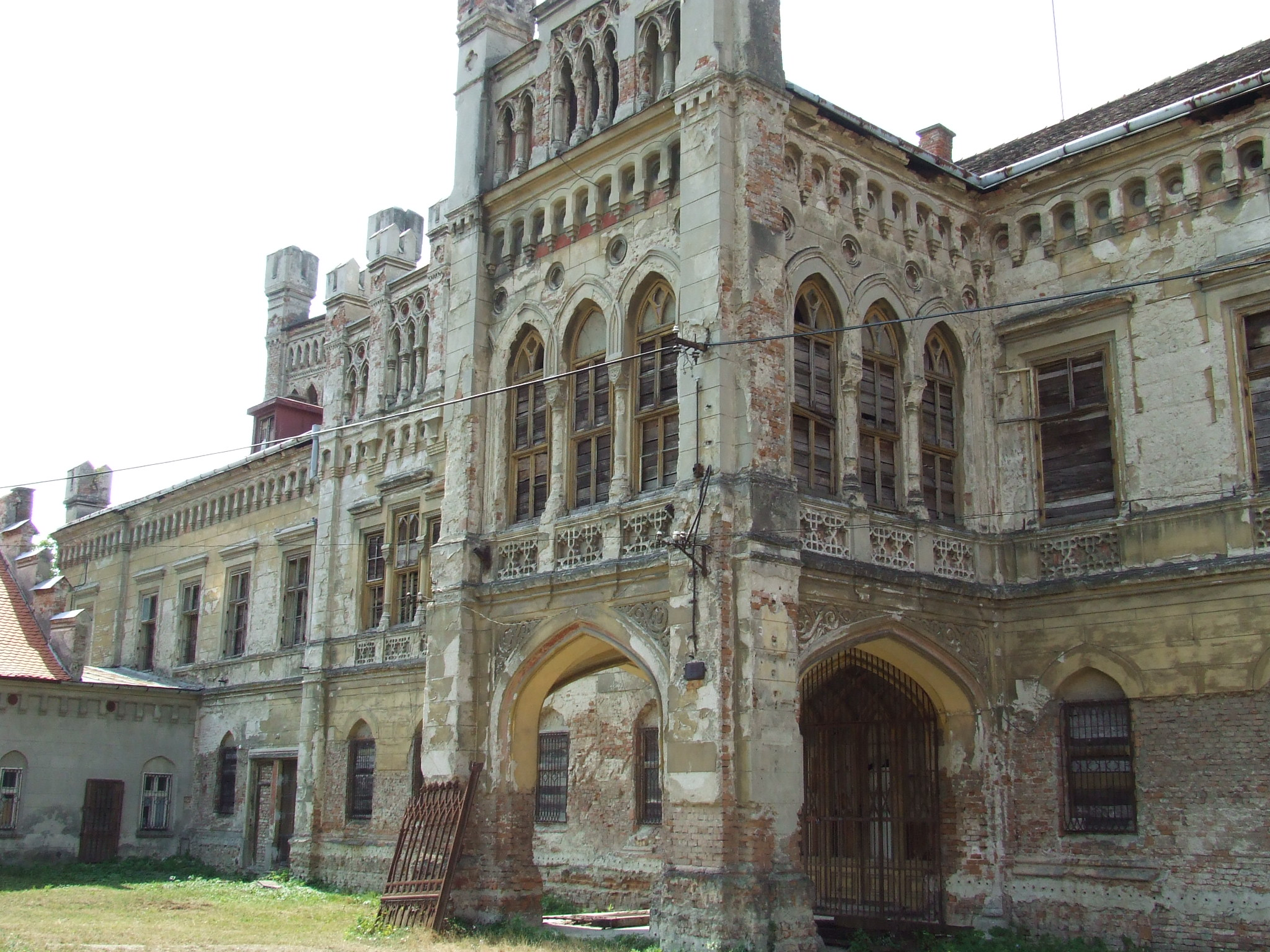
A neogótikus Esterházy-kastély
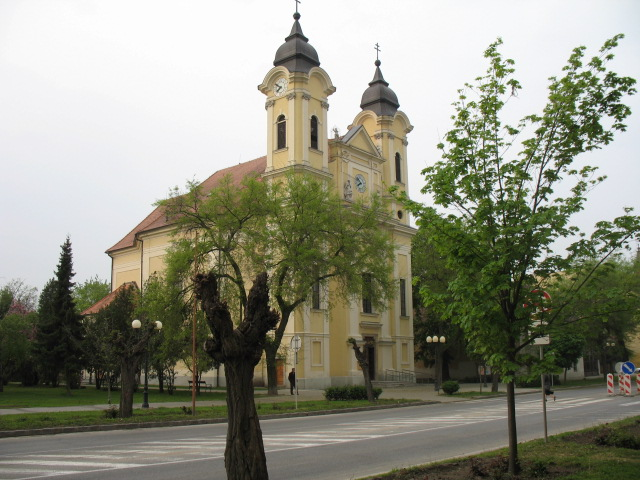
Katolikus templom
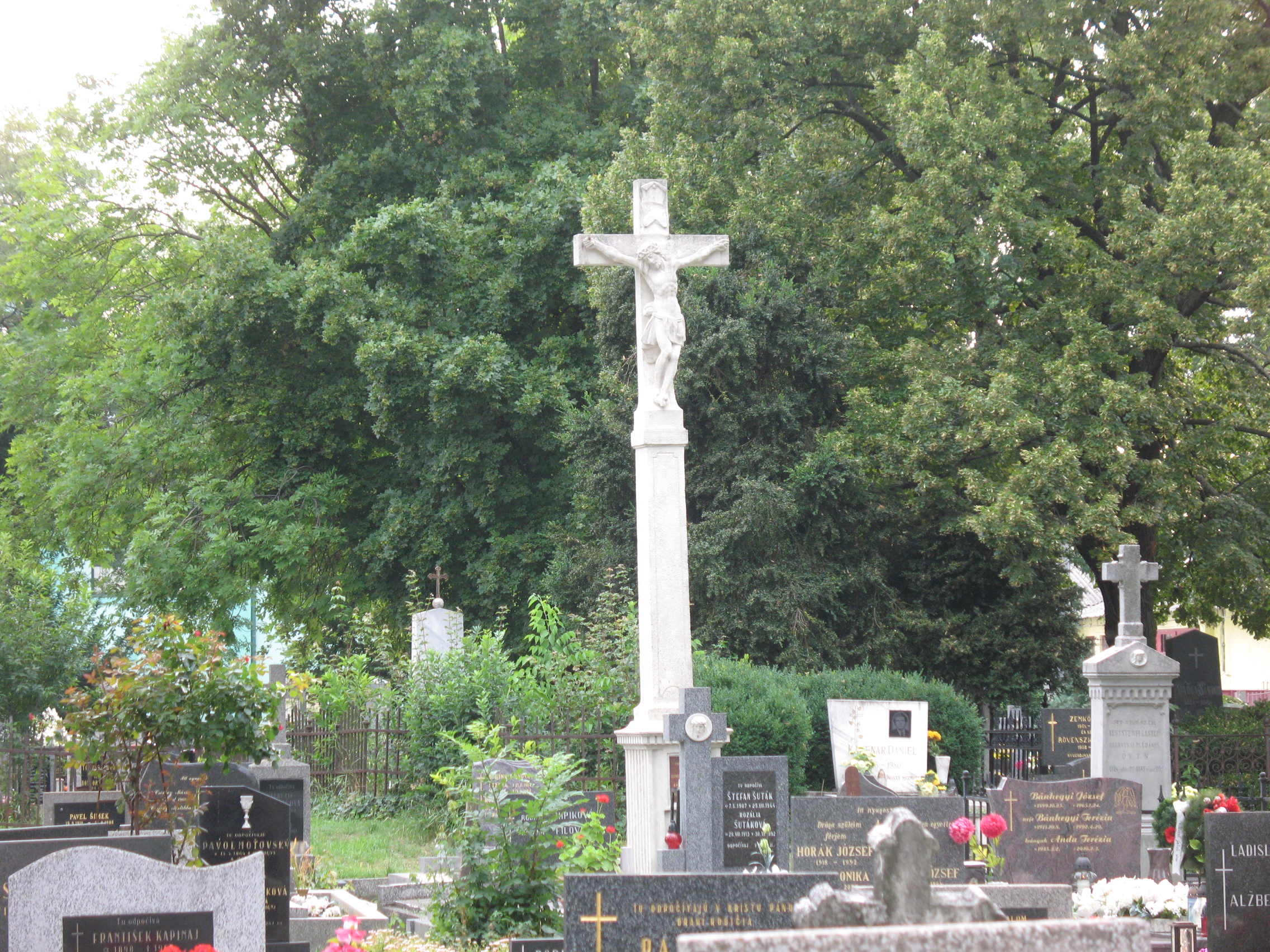
Temetőkereszt
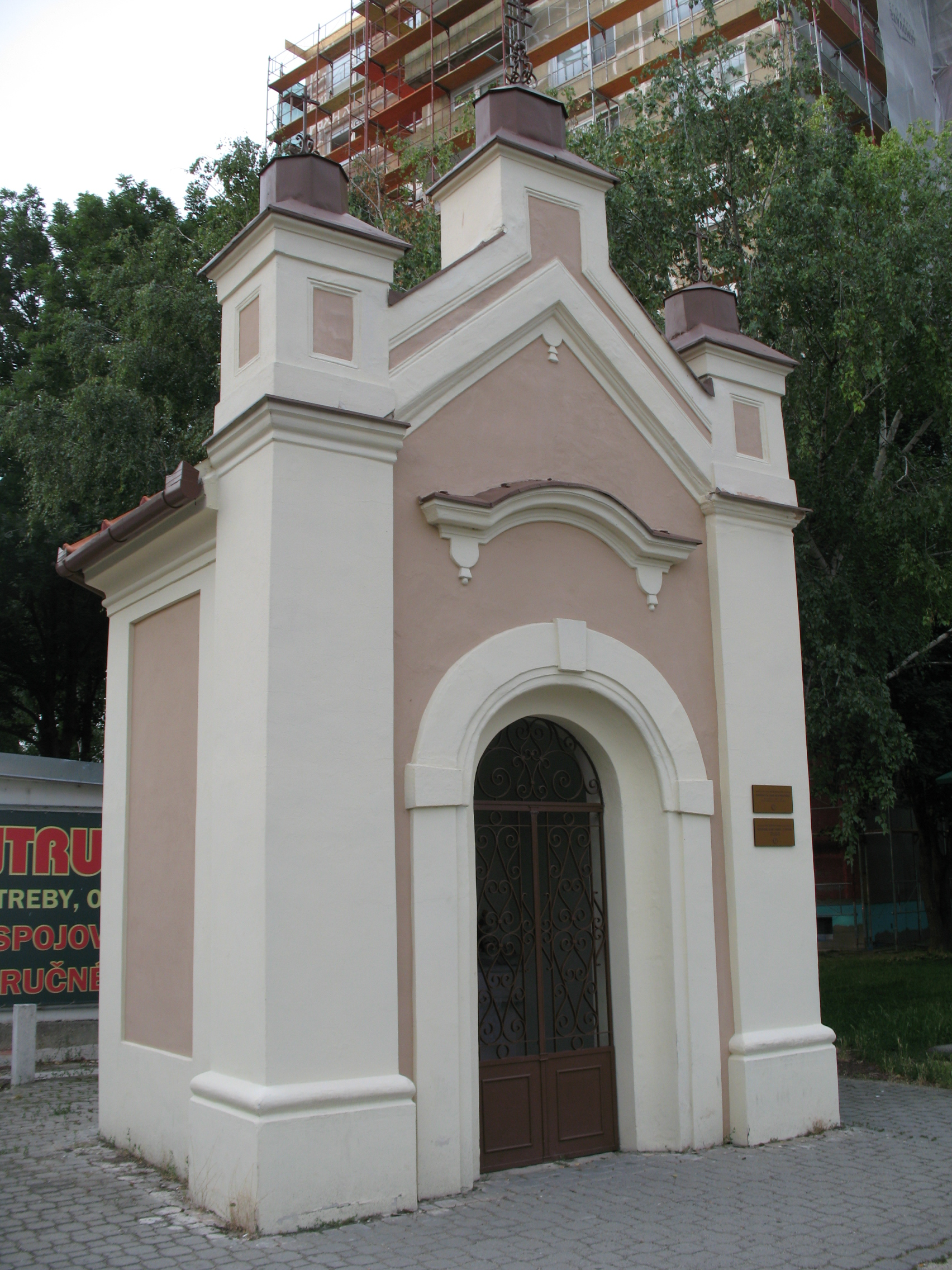
Nepomuki Szent János-kápolna
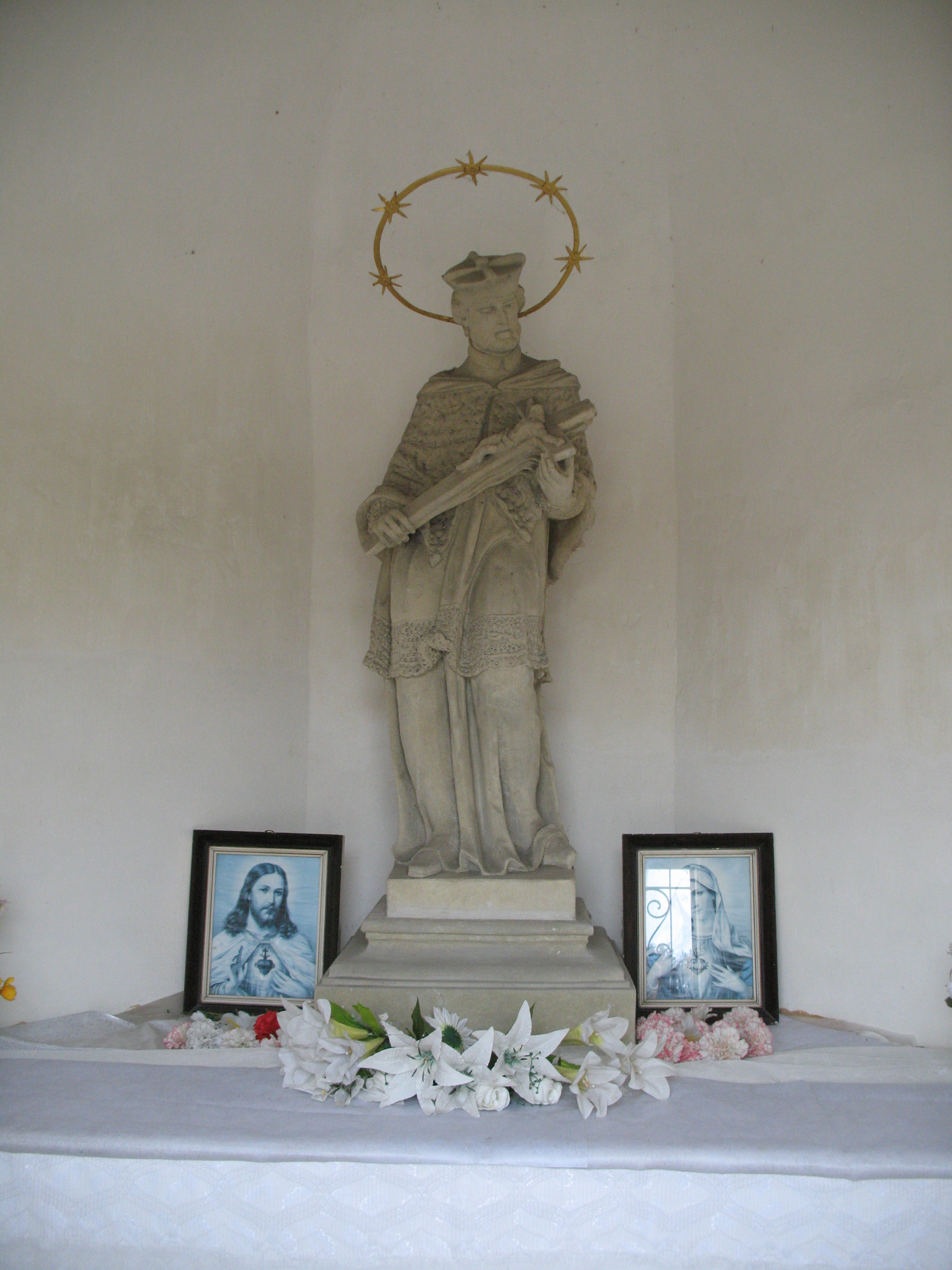
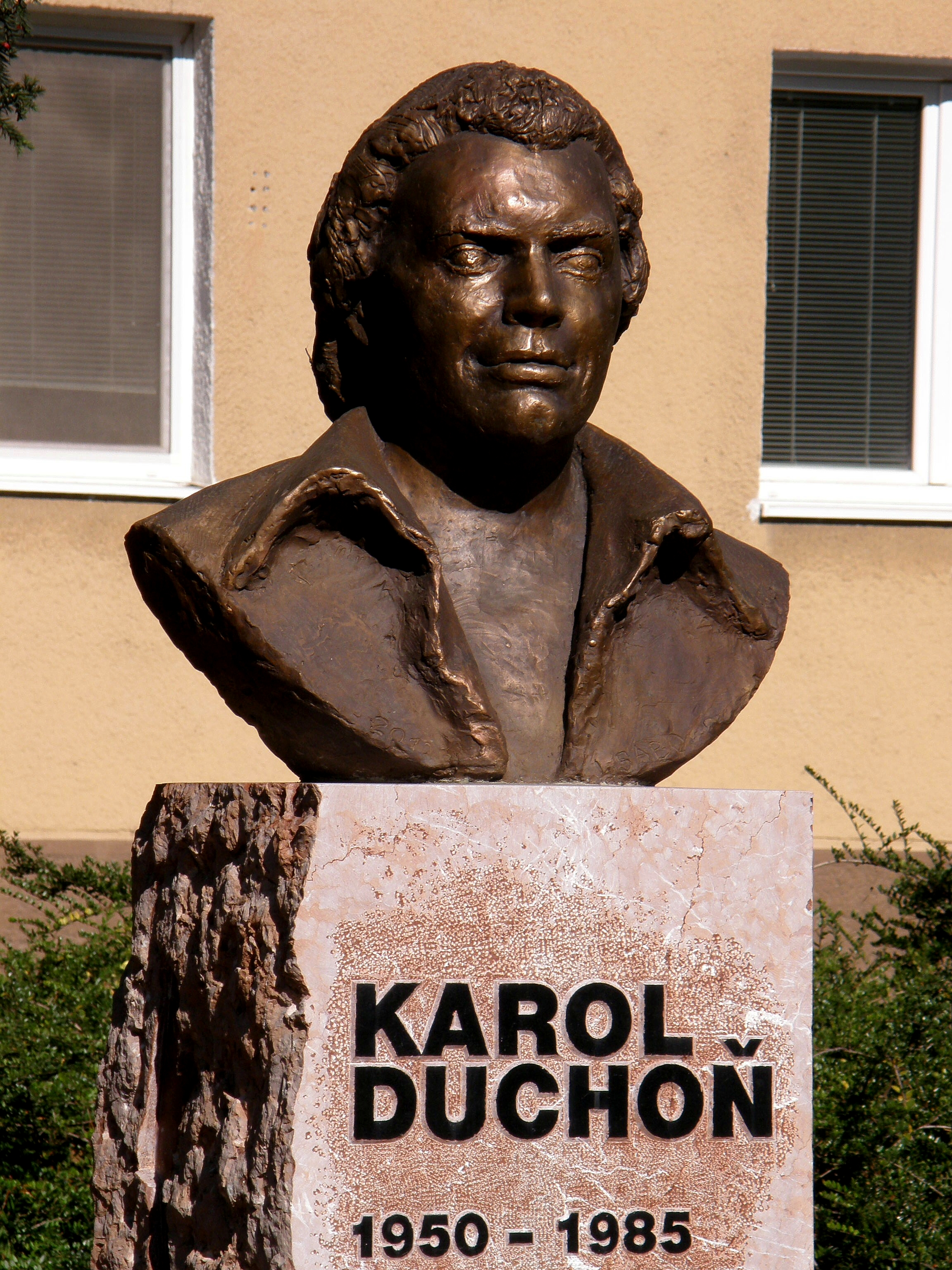
Karol Duchoň-emlékmű
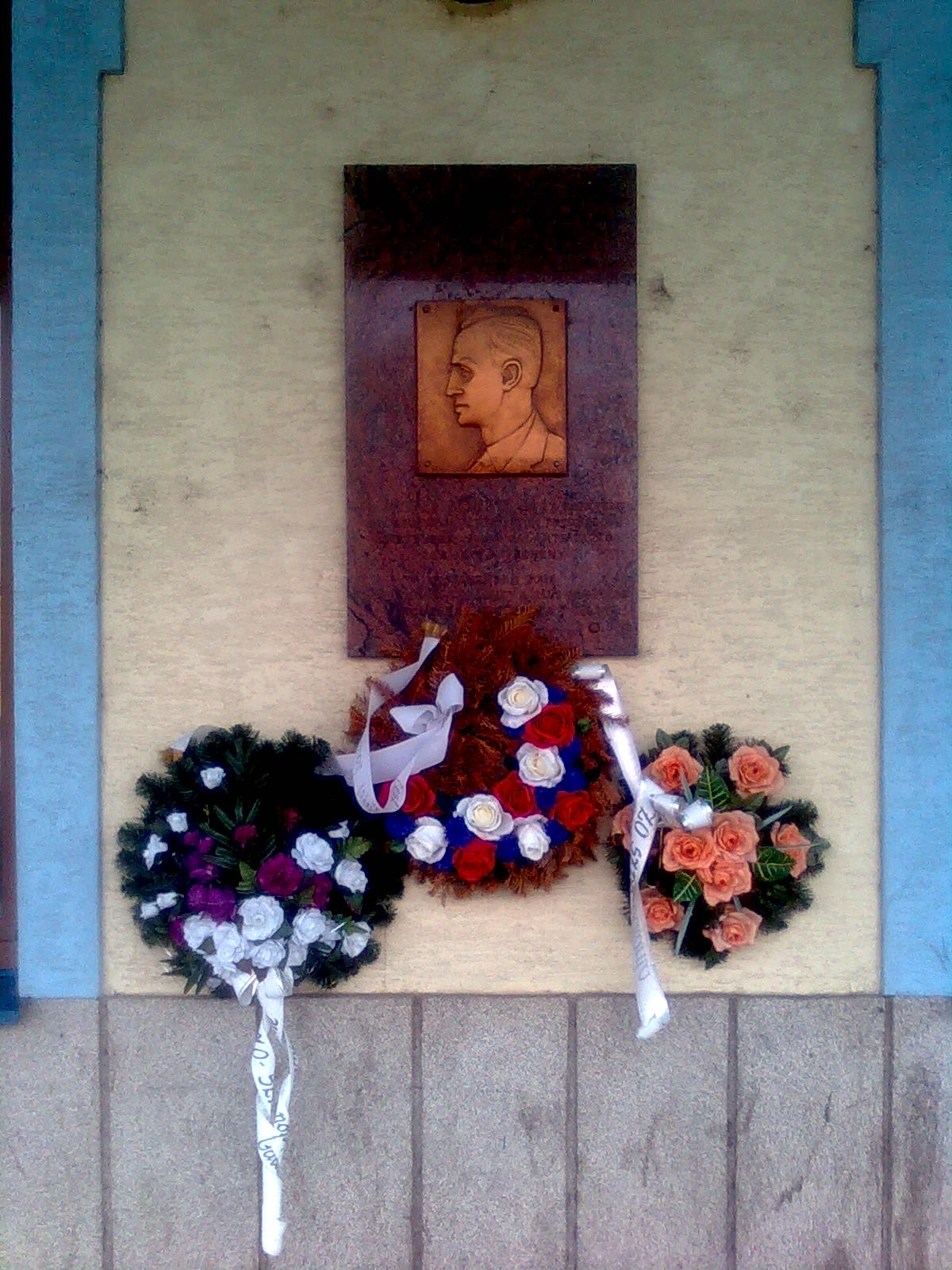
Emléktábla
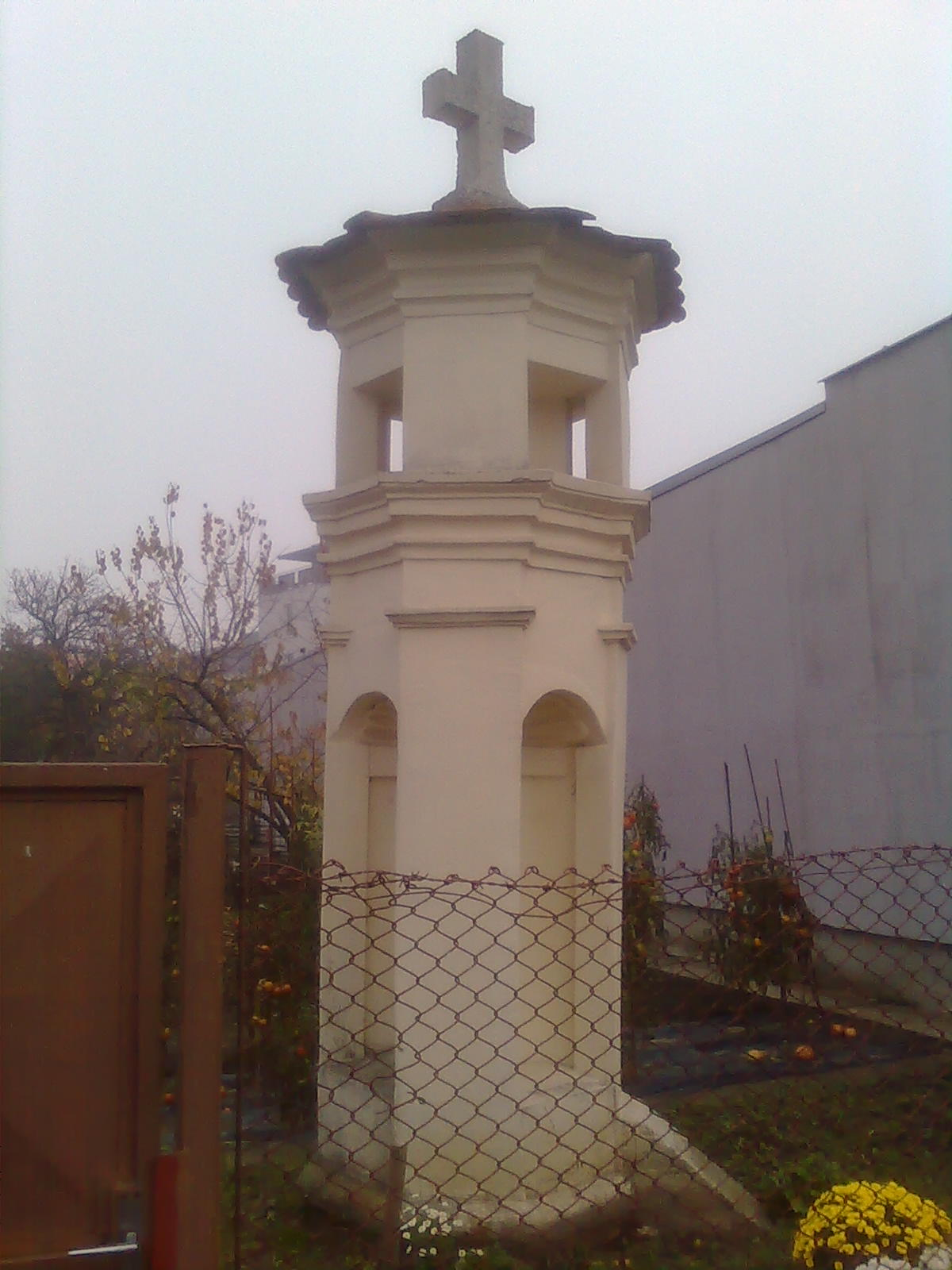
Szakrális kisemlékmű
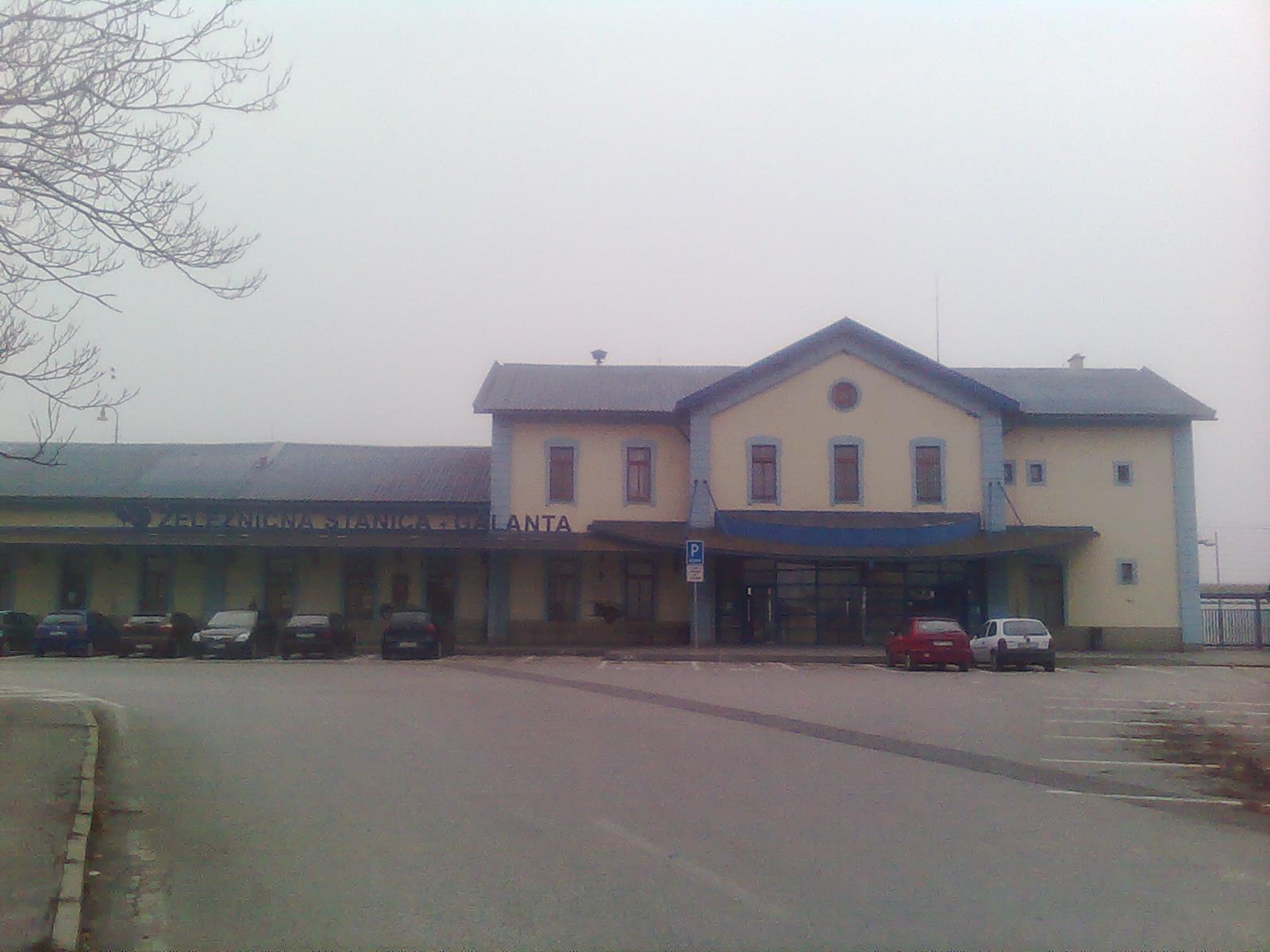
Vasútállomás
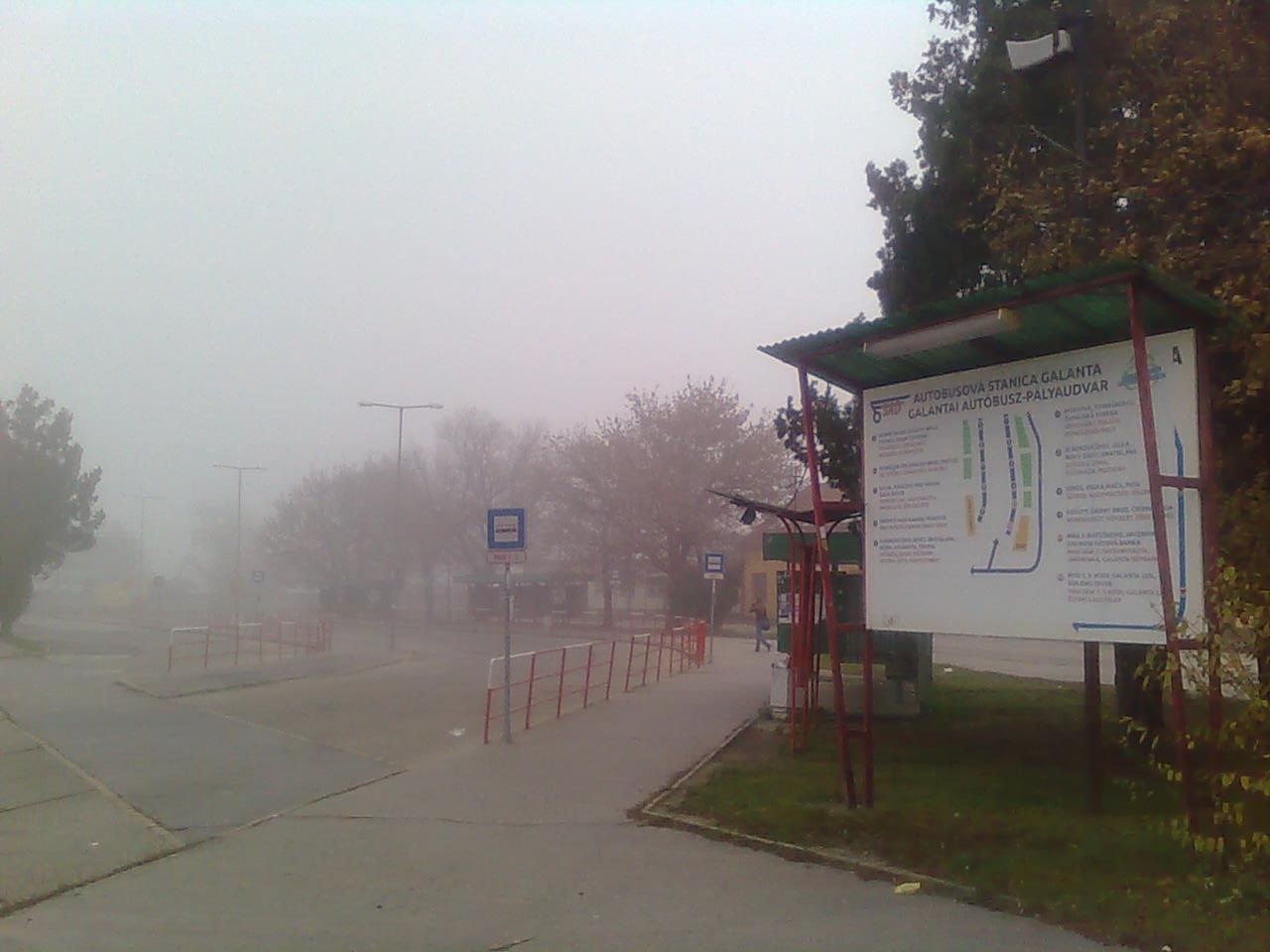
Buszállomás

- Szent István királynak szentelt római katolikus templomát 1797–1805 között építették klasszicizáló barokk stílusban. Főoltára 1741-ben épült, az 1962-ben lebontott Hétfájdalmú Szűz Mária-kápolnából, Fekete Krisztusnak nevezett, fából faragott feszülete 1670-ből származik.
- A temetői úton álló Nepomuki Szent János-kápolna 1827-ben épült klasszicista stílusban.
- Egykori kegykápolnája a Mátyusföld jelentős búcsújáróhelye volt. A kápolna melletti szentkútnál a régi időkben egy szegény asszony beteg gyermeke gyógyult meg. 1950-ben a kápolnát lebontották, felszerelését a plébániatemplomba vitték, a búcsújárás megszűnt.
- Két Esterházy-kastélya közül a reneszánsz stílusút 1600 körül építtette Esterházy Ferenc. 1992-ben fejeződött be teljes felújítása. Ma házasságkötőterem, a Városi Galéria és a Honismereti Múzeum működik benne.
- A neogótikus kastélyt 1633-ban Esterházy Dániel és Esterházy Pál építtette. 1736-ban barokk stílusban építették át. Mai formáját 1860-ban kapta, amikor Esterházy József (főrend) neogótikus stílusban átépíttette. A kastélyt a 19. század második felétől park övezi, amelyben egzotikus növények és hatalmas tölgyfák is találhatók. Az 1980-as évek végén elkezdett felújítási munkálatai a rendszerváltást követően félbeszakadtak.
- Két geotermális kútja van, amelyek 2100 m mélységből hozzák felszínre a 78 °C hőmérsékletű hévizet. A geotermikus energiát távfűtésre is hasznosítják, az Észak-lakótelep 1300 lakását és a kórházat is ezzel fűtik.[8]
- Termálfürdőjét 2007-ben nyitották meg. A létesítményben négy belső és három külső medence található. A fürdőben a csúszda, a víziörvény, a ringatóöböl és az aláfúvásos fekpad; a masszázsközpont és a játszótér szolgáltatásai is igénybevehetőek.
- A szocializmus évtizedeiben a város főterén álló Lenin-szobrot 2001-ben egy a főtérhez közeli kertvendéglőben helyezték el.
- Petőfi Sándor-emléktábla a Csemadok székházán[9]

## Neves személyek
- Galántán lakott gyermekkorában (1885–94) között Kodály Zoltán, akinek apja itt volt állomásfőnök. Az itteni népzene ihlette a Galántai táncokat. A nagy zeneszerző szobrát születése centenáriumán, 1982-ben avatták fel az újabb kastéllyal szembeni parkban.
- Itt született 1583. április 8-án gróf Esterházy Miklós nádor, a család hatalmának megalapozója.
- Itt született 1702. április 17-én Ambrosovszky Mihály egri kanonok, egyházi író.
- Itt született 1829. augusztus 20-án Döbrentei István festőművész.
- Nemesnebojszán született 1889-ben Macourek Béla, az Osztrák–Magyar Monarchia öt légi győzelmet arató ászpilótája az első világháborúban.
- Itt született 1894. március 21-én Schulz Ignác csehszlovákiai magyar aktivista politikus, író, költő.
- Itt született 1902-ben Kozma Ferenc plébános.[10]
- Itt született 1913. január 5-én Molnár István olimpiai bajnok vízilabdázó.
- Itt született 1930. január 2-án Rózsa Ernő ügyvéd, országgyűlési képviselő.[11]
- Itt született 1937. december 4-én Kardos Ferenc filmrendező.
- Itt született 1942. november 17-én Dráfi Mátyás színész, színigazgató, érdemes művész.
- Itt született 1944-ben Tulassay Zsolt Széchenyi-díjas magyar orvos, belgyógyász, gasztroenterológus, egyetemi tanár, a Magyar Tudományos Akadémia rendes tagja.
- Itt született 1949. január 18-án Tulassay Tivadar orvos, MTA-tag, egyetemi tanár, a Semmelweis Egyetem egykori rektora.
- Itt született 1949. november 7-én Július Humaj altábornagy, a szlovák fegyveres erők egykori vezetője.
- Itt született 1950. április 21-én Karol Duchoň szlovák énekes.
- Itt született 1977. június 20-án Kovács Tamás (Tomi Kid) európa- és világbajnok ökölvívó.[12]
- Itt született 1980. november 10-én Olasz István színész.
- Itt született 1986. június 26-án Takács Nikolas énekes, a magyarországi X-Faktor első szériájának második helyezettje.
- Itt él Józsa Mónika, a Kodály Zoltán Daloskör karnagya.
- Itt él Szarka Tamás előadóművész, zeneszerző, a Ghymes együttes alapító tagja.
- Itt él Pekarovič György, a város krónikása, helytörténész. Műemlékvédő közbenjárása mentette meg a lebontásra ítélt helyi reneszánsz kastélyt.
- Itt él Ladislav Sabo szobrász.
- Itt szolgált Kürtössy András (1648–1732) királyi tanácsos, prépost-kanonok és választott püspök.
- Itt szolgált Spátay Gábor (1660 körül – 1722) kanonok, választott püspök.
- Itt szolgált Deutsch Menáchem (1819-1904) rabbi.
- Itt szolgált Laukó Mihály (1832-1898) római katolikus plébános.
- Itt szolgált Elek Lajos (1921–2007) plébános.

## Sport
- A galántai futóversenyt áprilisban rendezik meg.
- Gyakorta rendeznek bokszmeccset a városi sportcsarnokban.

## Testvérvárosai

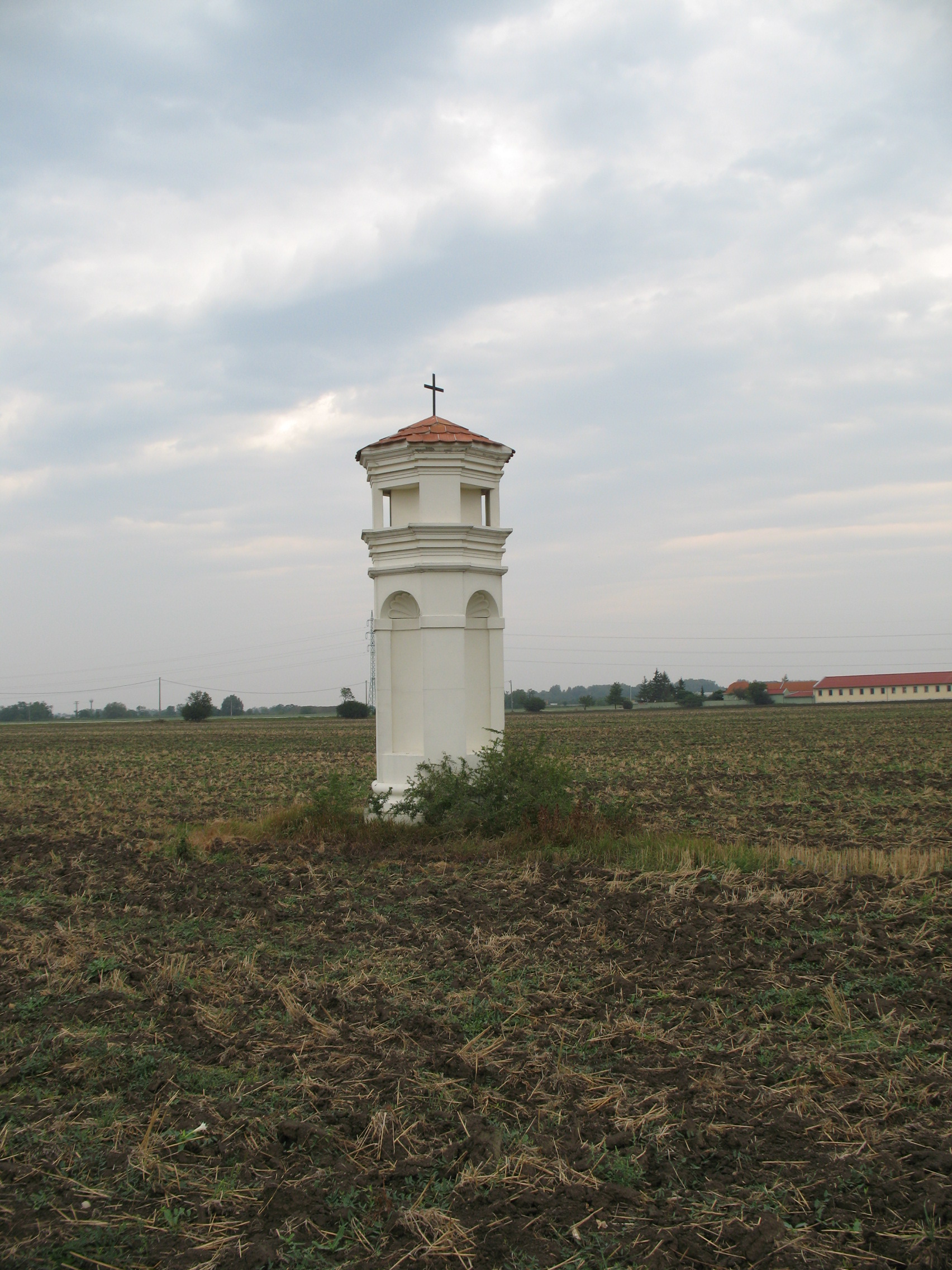

- Tótkomlós, Magyarország (1999)
- Kecskemét, Magyarország
- Paks, Magyarország
- Liptószentmiklós, Szlovákia
- Albignasego, Olaszország
- Óbecse, Szerbia
- Mikulov, Csehország